# تينغويك (باكينجهامشير)
تينغويك (بالإنجليزية: Tingewick)‏ هي قرية وأبرشية مدنية تقع في المملكة المتحدة في إنجلترا. يقدر عدد سكانها بـ 1,093 نسمة .